# El hijo desobediente (película)
El hijo desobediente es una película de comedia musical mexicana de 1945 escrita y dirigida por Humberto Gómez Landero y protagonizada por Germán Valdés «Tin-Tan», Cuca Escobar, Delia Magaña, Natalia Ortiz y Marga López. Esta película cuenta con el debut cinematográfico de la actriz Marga López, y es la primera en la que Valdés tuvo el primer papel protagónico con su personaje de Tin-Tan.

## Argumento
En medio de situaciones graciosas, Tin-Tan es confundido con un millonario, cuando viaja a la ciudad para cumplir con su sueño de ser cantante.

## Reparto
- Germán Valdés como Tin-Tan.
- Marcelo Chávez como Marcelo Fortuna.
- Cuca Escobar como Cuquita (En créditos como "Cuca La Telefonista")
- Delia Magaña como Socorro.
- Miguel Arenas como Don Plácido.
- Tony Díaz como Ángel.
- Natalia Ortiz como Doña Daribosa Matafortuna.
- Luis G. Barreiro como Delegado.
- Rafael Icardo como Don Modesto Rojas.
- Salvador Quiroz como Don Rogaciano Rico.
- Alfredo Varela como Conductor de ferrocarril.
- Ramón G. Larrea como Dueño de cabaret.
- Humberto Rodríguez
- Rita María Bauza
- Marga López como mesera de cabaret.
- Leonor Gómez como mujer en cabaret.